# Alexander Bruce (2e comte de Kincardine)
Alexander Bruce (1629-1681) est un inventeur, homme politique, juge et franc-maçon écossais, qui collabore avec Christian Huygens au développement d'une horloge marine à pendule .

## Biographie
Son grand-père, Sir George Bruce a accumulé une fortune dans l'extraction du charbon et la production de sel, en construisant Culross Palace à Fife en 1597.
En 1659, il épouse Veronica, une sœur de Cornelis van Aerssen van Sommelsdijck et livre la pierre ou le marbre de la mairie d'Amsterdam . Le 20 juin 1667, Bruce est inscrit comme trésorier d'Écosse. La même année, il est seigneur de session extraordinaire.
Bruce est l'un des membres du comité 1660 des 12 qui conduit à la formation de la Royal Society of London, et il a une correspondance approfondie avec son collègue franc-maçon Sir Robert Moray, le premier président de la Royal Society. Ces lettres sont la principale source d'informations biographiques sur Bruce .